# Tatort: Ein Sommernachtstraum
Ein Sommernachtstraum ist ein Fernsehfilm aus der Krimireihe Tatort. Der vom Bayerischen Rundfunk unter der Regie von Walter Bannert produzierte Beitrag wurde am 25. Juli 1993 im Ersten als 278. Folge der Reihe erstgesendet. Für die Kommissare Ivo Batic und Franz Leitmayr ist es der fünfte Fall.

## Handlung
Im Englischen Garten in München ist eine Theatergruppe dabei, Shakespeares „Sommernachtstraum“ für ein Jugendfestival zu proben. Neben den Spaziergängern, Freizeitsportlern und anderen, die in der Natur Entspannung suchen, hält sich in dem großen Park auch eine Gruppe von Satansjüngern auf. Eines Tages wird einer ihrer „Jünger Luzifers“ nach einer Überdosis Rauschgift an der Isar tot aufgefunden. Schnell führt die ermittelnden Kommissare Batic und Leitmayr eine Spur zu der Theatergruppe, die mit dem Opfer Streit hatte, da Margot, eines ihrer Mitglieder dabei ist, zu den Jüngern abzuwandern, was die Gruppe zu verhindern sucht. Den jungen Mann ermordet zu haben, leugnen sie allerdings.
Um mit der Sekte in Kontakt zu kommen, kontaktieren die Ermittler den Anführer „Hinky“, der bei einem Motorradunfall einen Unterschenkel verloren hat, was diesen Namen erklärt. Zu seiner Gruppe gehören auch „Ratte“, zu dem sich Margot hingezogen fühlt und eine Reihe von offensichtlich drogenabhängigen Jugendlichen. Für Batic und Leitmayr gestaltet es sich schwierig, der Gruppe eine Schuld am Tod des jungen Mannes nachzuweisen. Nachdem sich das Opfer als der aktenkundige Wagenseil entpuppt, deutet sein Vorstrafenregister auf wenig Freunde. Seine Bewährungshelferin Olga bestätigt, dass der Junge ständig in Schwierigkeiten steckte und letztendlich in die Drogenszene abgerutscht wäre. So erfahren sie auch, dass sich seit einiger Zeit Simmerding, ein Kollege der Drogenfahndung, für die Gruppe interessiert und Wagenseil dort als V-Mann eingeschleust hatte. Während Batic und Leitmayr dabei sind, ihren Kollegen zu maßregeln, weil er sie nicht davon in Kenntnis gesetzt hatte, sind einige Mitglieder der Theatergruppe dabei, einem der „Jünger Luzifers“ aufzulauern. Diese Aktion eskaliert und der junge Mann erleidet einen Herzinfarkt und stirbt. Damit haben die Ermittler einen weiteren Todesfall aus der umstrittenen Glaubens-Gruppe, den sie allerdings zügig als Körperverletzung mit Todesfolge aufklären können.
Bei ihren Ermittlungen zum Fall Wagenseil gelingt es Batic und Leitmayr, Margot aus den Fängen der Satansjünger zu befreien. Dem Sektenführer Hinky missfällt dies und er demonstriert seine Macht, indem er in der Nacht die Theaterkulissen der Amateurschauspieler anzündet.
Zunächst erklärt Margot der Polizei, dass Wagenseil die tödliche Dosis Rauschgift von „Hinky“ gespritzt worden wäre. Batic und Leitmayr wollen ihn daraufhin festnehmen, doch ehe ihnen dies gelingt, stürzt er sich freiwillig in den Tod. Nachdem Margot weiter „ausgenüchtert“ ist, beschuldigt sie am Ende ihren Freund „Ratte“, Wagenseil das Rauschgift verabreicht zu haben.

## Hintergrund
Der Titelsong „Frozen Heart“ wird von Roland Baumgartner gesungen.

## Rezeption

### Einschaltquote
Die Erstausstrahlung von Ein Sommernachtstraum am 25. Juli 1993 wurde in Deutschland von 10,38 Millionen Zuschauern gesehen und erreichte einen Marktanteil von 36,5 Prozent für Das Erste.

### Kritik
Die Kritiker der Fernsehzeitschrift TV Spielfilm urteilten: „Hier träumt einer viel zu wirres Zeug.“ Die Episode präsentiere „kühle Ermittler im überzogenen Satans-Klimbim.“
Nemec selbst hingegen kritisierte Ein Sommernachtstraum in einem Interview im Jahr 2016 als „mit Abstand die unangenehmste Geschichte“. Gegenüber der dpa wiederholte er seine Kritik und bezeichnete die Folge als „wirklich schlecht“, während Wachtveitl ihm mit den Worten „Miserabel war der!“ beipflichtete.